# Entrevista de Yatayti-Corá

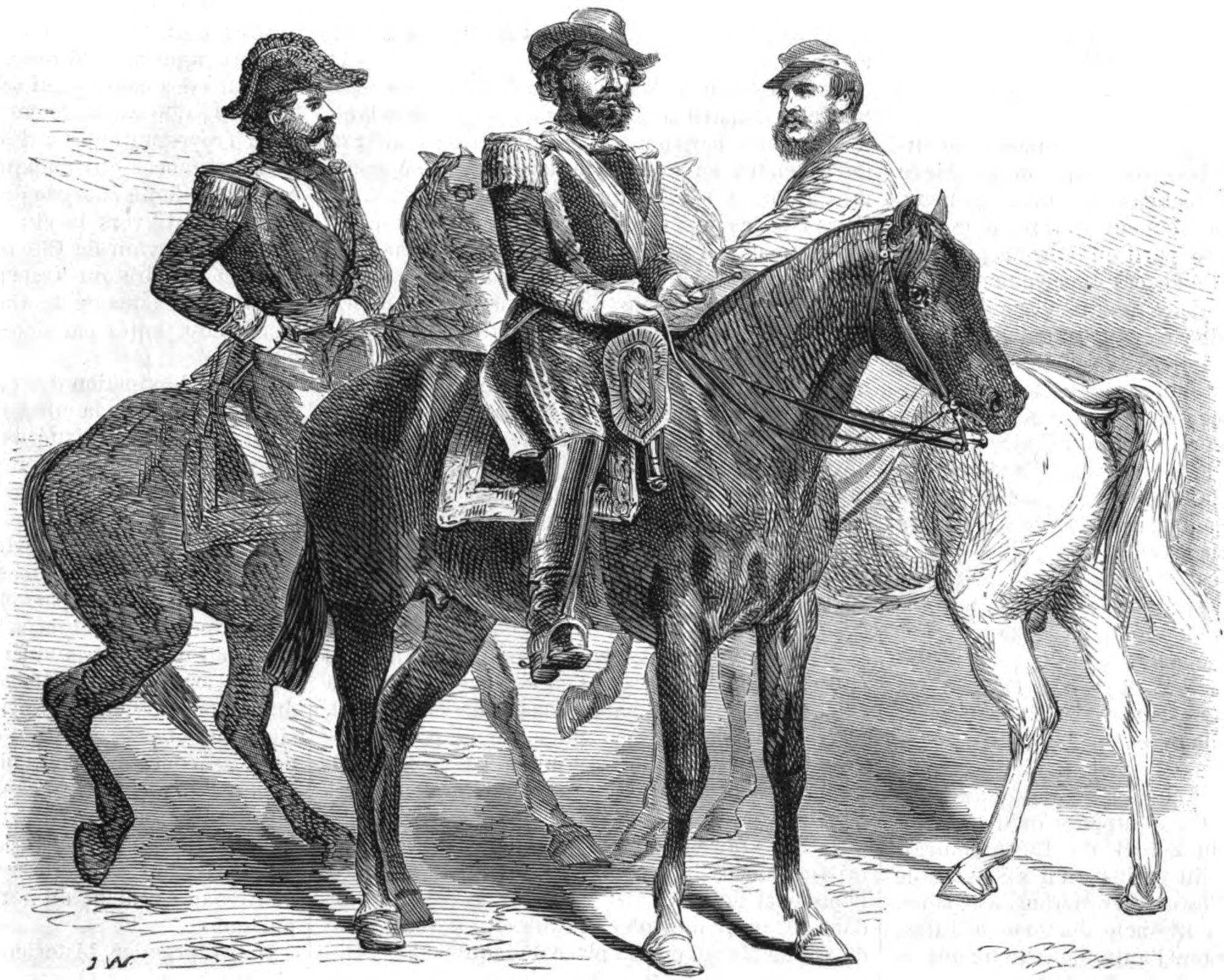
Encontro dos Generais Flores e Mitre com o Marechal López (L'Illustration, 1866).

A entrevista de Yatayti-Corá foi um encontro ocorrido no dia 12 de setembro de 1866, em Yataytí-Corá com a finalidade de discutir uma proposta de paz para por fim à Guerra do Paraguai, mas o encontro foi infrutífero devido à absoluta oposição do Brasil em fazer a paz com o Paraguai sem uma rendição incondicional.

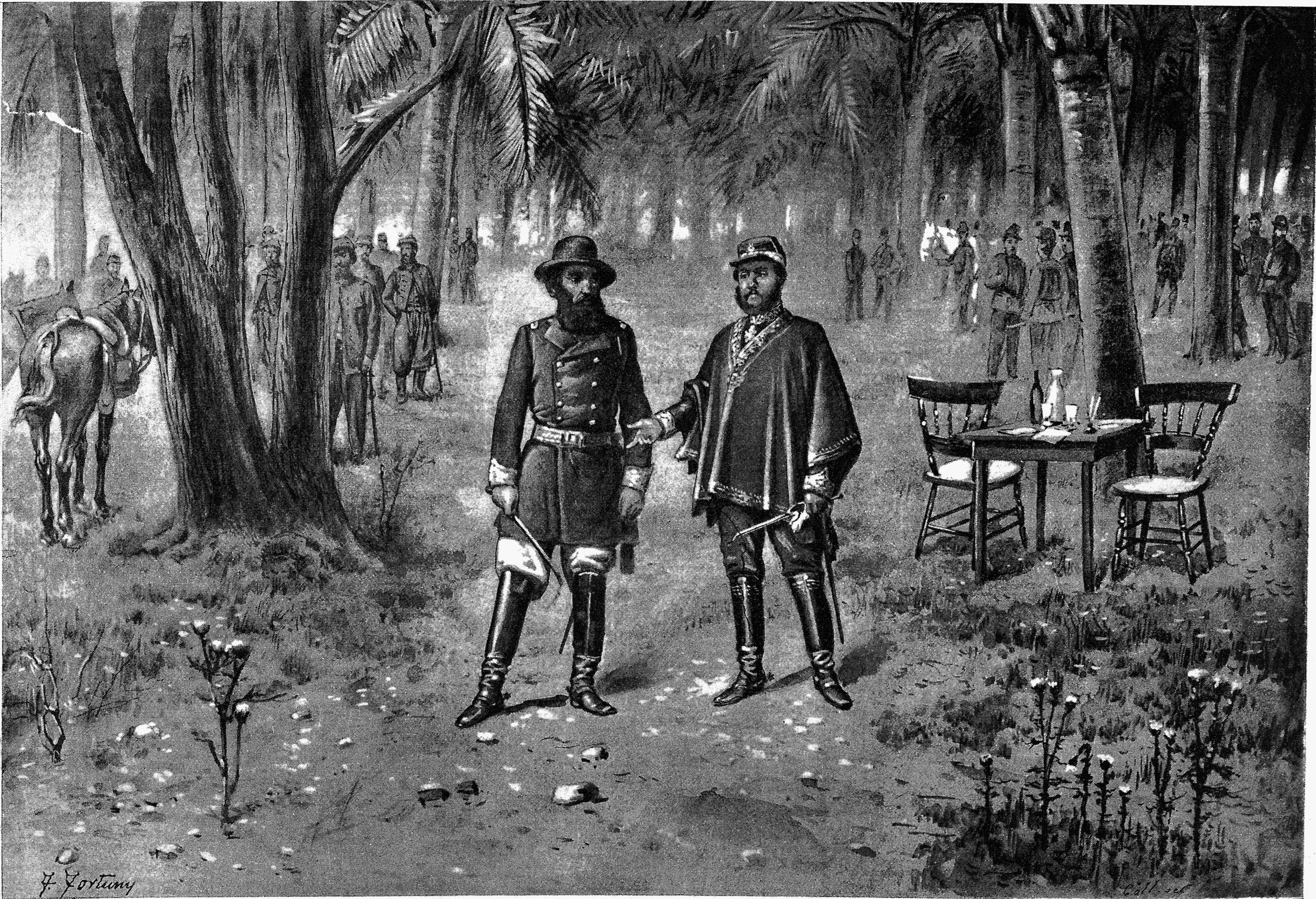
Entrevista de Yatayti-Corá, em 12 de setembro de 1866, entre Mitre e López (Ilustração de Francisco Fortuny).

O encontro foi proposto pelo presidente paraguaio Francisco Solano López aos líderes da Argentina, Uruguai e Brasil com o escopo de buscar um compromisso pacífico. O general brasileiro Polidoro Jordão foi chamado, mas recusou o convite em respeito à ordem do governo imperial e de seus superiores militares de não negociar com o chefe de Estado paraguaio. O presidente uruguaio Venancio Flores se retirou logo no início da conferência, após ter discutido com López, por este tê-lo classificado como o responsável pela guerra, restando apenas o presidente argentino Bartolomeu Mitre como representante da tríplice aliança. Tal situação comprometeu seriamente qualquer tentativa de paz.
Durante o encontro, Lopez argumentou com Mitre que só entrou na guerra contra o Brasil por achar que este dominaria o Uruguai com a intenção de ameaçar os outros, e que não teria nada contra o povo argentino. Também disse que os argentinos deveriam deixá-los sós com os brasileiros, que seriam facilmente derrotados mesmo que estes duplicassem seus exércitos. Após 5 horas de reunião foi redigido, a mando de Lopez, um protocolo do encontro onde foi destacado que o líder paraguaio tinha por objetivo encontrar uma solução conciliatória e honrosa para ambos os lados. O documento informava que Mitre limitou-se a ouvir a proposta, que qualquer decisão seria tomada por seu governo e dos outros aliados, além de não oferecer condições de paz além das estabelecidas pelo Tratado da Tríplice Aliança. Alguns jornais, como o brasileiro Jornal do Commercio e o paraguaio El Semanario divulgaram na íntegra o documento. Neste encontro não foi acertado nenhum acordo para o fim das hostilidades, tendo sido retomada as operações em Curupaiti.